# Tren del Jungfrau
El tren del Jungfrau (en alemán: Jungfraubahn) es un tren cremallera de los Alpes berneses, en Suiza, que conecta Kleine Scheidegg en el oberland de Berna con el Jungfraujoch, en la frontera con el cantón del Valais. Es el ferrocarril más alto de Suiza y de Europa, con un recorrido de 9 kilómetros desde la estación de Kleine Scheidegg, a 2.061 metros, hasta el Jungfraujoch, a 3.454 metros, por encima de línea de nieve permanente. Por este motivo, el tren circula casi en su totalidad por el túnel Jungfrau, construido entre el Eiger y el Mönch, para proteger los raíles de la nieve y el clima extremo.
El nombre proviene de la cumbre más alta de las tres: el Jungfrau, que significa "virgen", a unos 4.158 metros de altura, que era el objetivo inicial del proyecto. Un ascensor conectaría la cima del Jungfrau con otro ferrocarril subterráneo, aunque finalmente la línea férrea concluyó en 1912 en el Jungfraujoch, un collado entre el Mönch y el Junfrau.En Kleine Scheidegg, el ferrocarril Wengernalpbahn ofrece dos opciones para bajar la montaña: llegando hasta el municipio de Lauterbrunnen o de Grindelwald. Desde ellas se puede acceder a través de los Ferrocarriles Federales Suizos hasta Interlaken y otras ciudades.
La propiedad de la línea es Jungfraubahn AG, un subsidiario de Jungfraubahn Holding AG, una compañía que posee varios ferrocarriles montañosos, funiculares, hoteles, restaurantes y agencias de viajes en la misma región. A pesar de que forma parte de la alianza comercial Allianz - Jungfrau Top of Europe, quien también es propietaria de otras líneas férreas.

## Historia
- 1860 (aproximadamente) – Existen numerosos proyectos para construir un ferrocarril hacia el Jungfrau, pero fracasan debido a problemas financieros.
- 1894 – El empresario Adolf Guyer-Zeller recibe una concesión para un tren cremallera, que comienza en la estación de Kleine Scheidegg hasta el Wengernalpbahn, con un largo túnel entre el Eiger y el Mönch hasta la cima del Jungfrau.
- 1896 – Comienza la construcción y los trabajos avanzan con rapidez.
- 1898 – El ferrocarril se inaugura hasta la estación de Eigergletscher, a los pies del Eiger.
- 1899 – Seis empleados fallecen en una explosión y se produce una huelga de cuatro meses por los trabajadores. Adolf Guyer-Zeller muere en Zúrich el 3 de abril. La sección entre la estación de Eigergletscher hasta la de Rotstock se inaugura el 2 de agosto.
- 1903 – La sección entre la estación de Rotstock y la de Eigerwand se inaugura el 28 de junio.
- 1905 – La sección entre la estación de Eigerwand y la de Eismeer se inaugura el 25 de julio.
- 1908 – Se produce una explosión en la estación de Eigerwand.
- 1912 – El 21 de febrero, dieciséis años después de que comenzaran los trabajos, el túnel finalmente alcanza el glaciar en el Jungfraujoch y se inaugura la estación de Jungfraujoch el 1 de agosto.
- 1924 – "La casa sobre las nubes" en Jungfraujoch se inaugura el 14 de septiembre.
- 1931 – Se inaugura el centro de investigación en Jungfraujoch.
- 1937 – Se inaugura el observatorio Sphinx y se adquiere una quitanieves para realizar operaciones durante todo el año.
- 1942 – Las oficinas de la compañía se reubican desde Zúrich a Interlaken.
- 1950 – Se instala la cúpula en el observatorio Sphinx.
- 1951 – La sección de adhesión entre la estación Eismeer a la de Jungfraujoch se convierte en un tramo de cremallera.
- 1955 – Se construye una segunda terminal en Kleine Scheidegg. La oficina de correos inaugura una sede en el Jungfraujoch.
- 1972 – Se instalan ventanas panorámicas en Eigerwand y Eismeer. La casa de montaña del Jungfraujoch y centro turístico son destruidos por un incendio el 21 de octubre.
- 1975 – Se inaugura un nuevo centro turístico.
- 1987 – Se inaugura una nueva casa de montaña el 1 de agosto.
- 1991 – Se inaugura un nuevo vestíbulo en el Jungfraujoch.
- 1993 – La estación pequeña de Kleine Scheidegg se amplía.
- 1996 – Se inaugura el mirador cubierto del observatorio Sphinx.
- 1997 – El número de visitantes anuales supera las 500.000 personas por primera vez.
- 2000 – El 1 de julio se alcanza el récord diario de 8.148 personas.

## Operaciones
El tren del Jungfrau tiene cinco estaciones operativas. La estación base de Kleine Scheidegg es el comienzo de un ferrocarril más alto de Europa y la última estación de Jungfraujoch es la estación de ferrocarril más alta de Europa. El recorrido al aire libre termina justo tras atravesar la estación de Eigergletscher, a 2.350 metros de altitud, lo que lo convierte en la segunda línea férrea más alta al aire libre de Suiza. Las otras dos estaciones están ubicadas dentro del túnel Jungfrau, donde los pasajeros pueden desembarcar durante un corto período de tiempo para observar las montañas cercanas a través de las ventanas. Desde la primera estación, Eigerwand, se puede apreciar la cara norte del Eiger, mientras que, desde la siguiente, Eismeer, se observa la cara oriental del Eiger.Sin embargo, desde 2016 ya no se realiza una parada en la estación de Eigerwand, únicamente en Eismeer, lo que permitió, junto con el nuevo sistema de tren cremallera, que el viaje se acortara 17 minutos.

### Estaciones
- Kleine Scheidegg, 2,061 metros.
- Eigergletscher, 2,320 metros.
- Eigerwand, 2,864 metros.
- Eismeer, 3,158 metros.
- Jungfraujoch, 3,454 metros.

Antiguamente existía la estación de Rotstock, a unos 2.520 metros de altitud, que fue clausurada en 1903, y Stollenloch, un túnel del tamaño de una persona que conecta directamente con la cara norte del Eiger.